# الميليشيات في ليبيا
الميليشيات أو الكتائب الأمنية في ليبيا هي مجموعات مسلحة إما تسليحاً خفيفاً أو متوسطاً أو ثقيلاً. هذه الأجهزة أو الكتائب أو الميليشيات تفرض قوانينها الخاصة في ليبيا بقوة السلاح بعد سقوط نظام القذافي في 2011، وكثير منها يدعي تبعيته للدولة إما تحت وزارات كالداخلية أو العدل أو الدفاع بينما العديد منها هي جماعات غير منضوية تحت لواء الدولة. والعديد منها بما فيها تلك المنضوية (إسمياً) ضمن وزارات كالداخلية أو الدفاع أو العدل متهمة حسب تقارير منظمات حقوقية ليبية ودولية بارتكاب انتهاكات لحقوق الإنسان.
مصطلح الميليشيات أو الكتائب في ليبيا عُرفت بعد بـثورة 17 فبراير والحرب التي اندلعت بين الموالين لنظام العقيد السابق معمر القذافي والمعارضين له والتي تشكلت كمجموعات من قبل أشخاص ذوي أيدولوجيات مختلفة وكان هدفها المعلن إسقاط نظام حكم معمر القذافي بغرض (إنشاء دولة ديمقراطية تعددية) وهو ما كان يصرّح به مسؤولي وأعضاء المجلس الانتقالي الليبي السابق وقادة بعض من هذه التنظيمات والذين كانوا يقولون أن دورهم سينتهي ما أن يسقط النظام. لكن عدداً منها ما زال يجوب الشوارع بل وفي أحيان كثيرة تطبق القانون بنفسها وبعضها تشكل لاحقاً من مجموعة ميليشيات أخرى وتغيرت أهدافها. ففي سبتمبر 2014 تسبب سيطرة مجموعة من الميليشيات التابعة لمصراته وعدد من الميليشيات الإسلامية ضمن تحالف عرف باسم فجر ليبيا في السيطرة على مدينة طرابلس ما تسبّب بقيام الحكومة المؤقتة بنقل أعمالها بشكل مؤقت إلى مدينة البيضاء في شرق البلاد.
تشير التقديرات إلى أن عدد الكتائب والميليشيات المسلحة في ليبيا قد يصل إلى 300 ميليشيا مختلفة التسليح والأعداد وبعضها يتبع أشخاص والبعض الآخر يتبع تيارات سياسية مثل جماعة الإخوان المسلمين وأخرى تتبع مدن ومناطق وجميعها ليس لديه ووضع قانوني واضح في ظل غياب دور فعال وحقيقي للجيش الليبي والشرطة وقوات الأمن التابعة للحكومة. كما أنه وحسب منظمات دولية تمتلك بعض هذه الميليشيات وتدير سجون ومراكز احتجاز خاصة بها سجلت بها حالات عدة لانتهاكات لحقوق الإنسان منها التعذيب وسوء المعاملة وعدم سلامة الإجراءات.

## سطوة المليشيات
في ليبيا ما بعد سقوط القذافي أصبحت إعادة بناء الجهاز الأمني أولوية بالنسبة إلى حكومة رئيس الوزراء السابق علي زيدان التي أدركت أن تولي الميليشيات مسؤولية النظام والأمن (لم يعد أمرا محتملا) حيث تعرّض هو نفسه للاختطاف من قبل أحدها أثناء تولّيه الحكومة في طرابلس، وهو ذات الأمر بالنسبة للمواطنين الليبيين حيث يثير وجود هذه الميليشيات والكتائب وعملها في البلاد امتعاضاً حيث يرونها تزعزع الأمن وترهب السكان، خاصةً بعد الهجوم المسلح من قبل مجموعات متطرفة على القنصلية الأمريكية في المدينة ومقتل 4 أمريكيين بها بينهم السفير الأمريكي كريستوفر ستيفنز، حيث خرجت في 21 سبتمبر 2012 في مدينة بنغازي مظاهرات حاشدة ضد هذه الميليشيات المسلحة، نتج عنها إخراج هذه الميليشيات حينها من معسكراتها في المدينة مثل كتيبة أنصار الشريعة وكتيبة راف الله السحاتي كما أسفرت عن مقتل أربعة متظاهرين بنيران ميليشيا راف الله السحاتي التي أطلقت النيران على المتظاهرين بشكل عشوائي ما أدّى لمقتل 11 متظاهراً.

## كتائب وميليشيات عسكرية أو شبه عسكرية في ليبيا
أغلب الميليشيات في ليبيا تأسّست على أُسس قبلية جهوية وأيدولوجيات راديكالية وتبع ذلك انتشار السجون والمعتقلات حيث أصبح لكل ميليشيا سجنها الخاص. من بين الميليشيات في ليبيا:
- فجر ليبيا
- كتيبة 17 فبراير
- سرايا راف الله السحاتي
- كتيبة شهداء الزنتان في بنغازي
- درع ليبيا
- كتيبة أنصار الشريعة
- غرفة عمليات ثوار ليبيا
- كتيبة ثوار طرابلس
- كتيبة اللجنة الأمنية أبو سليم (اغنيوة الككلي) في طرابلس
- ميليشيا الإسناد الثانية (هيثم التاجوري) في طرابلس
- قوة الردع الخاصة في طرابلس
- كتيبة أولياء الدم في بنغازي
- قوة المهام الخاصة (فرج اقعيم) في بنغازي
- كتيبة الشيخ حمزة في بنغازي
- إبراهيم الجظران
- كتيبة شهداء بوسليم في درنة
- تنظيم الدولة الإسلامية في العراق والشام بليبيا